# كأس اليونان 1994–95
كأس اليونان 1994–95 (باليونانية: Κύπελλο Ελλάδος ποδοσφαίρου ανδρών 1994-95)‏ هو الموسم 53 من كأس اليونان. أشرف على تنظيمه الاتحاد الإغريقي لكرة القدم، وكان عدد الأندية المشاركة فيه 72، وفاز فيه باناثينايكوس.